# Episodi di Alice in Borderland (prima stagione)
La prima stagione della serie televisiva Alice in Borderland, composta da 8 episodi, è stata distribuita su Netflix il 10 dicembre 2020.
| n° | Titolo originale | Titolo italiano | Pubblicazione Giappone | Pubblicazione Italia |
| -- | ---------------- | --------------- | ---------------------- | -------------------- |
| 1  | Episode 1        | Episodio 1      | 10 dicembre 2020       | 10 dicembre 2020     |
| 2  | Episode 2        | Episodio 2      | 10 dicembre 2020       | 10 dicembre 2020     |
| 3  | Episode 3        | Episodio 3      | 10 dicembre 2020       | 10 dicembre 2020     |
| 4  | Episode 4        | Episodio 4      | 10 dicembre 2020       | 10 dicembre 2020     |
| 5  | Episode 5        | Episodio 5      | 10 dicembre 2020       | 10 dicembre 2020     |
| 6  | Episode 6        | Episodio 6      | 10 dicembre 2020       | 10 dicembre 2020     |
| 7  | Episode 7        | Episodio 7      | 10 dicembre 2020       | 10 dicembre 2020     |
| 8  | Episode 8        | Episodio 8      | 10 dicembre 2020       | 10 dicembre 2020     |

## Episodio 1
- Diretto da: Shinsuke Sato
- Scritto da: Yoshiki Watabe, Yasuko Kuramitsu e Shinsuke Sato

### Trama
Arisu è un ragazzo di Tokyo appassionato di matematica e videogiochi, orfano di madre e disprezzato dal padre, che lo confronta in continuazione col diligente fratello. Disoccupato e quasi privo di vita sociale, Arisu esce di casa solamente per incontrare i suoi due amici Chōta e Karube. Un giorno, all'incrocio di Shibuya, il trio provoca per sbaglio un tamponamento e viene inseguito dalla polizia. Dopo essersi nascosti in un bagno pubblico, i tre escono dal nascondiglio, trovando la città improvvisamente disabitata e priva di elettricità. Anche i loro cellulari smettono di funzionare. 
Durante la notte, la facciata di un palazzo si illumina e compare una scritta che dice ai tre ragazzi dove andare per iniziare il "game". Proprio in quella direzione loro vengono attirati da una luce proveniente da un edificio. Al suo interno, il trio viene avvisato da una voce registrata che il "game" sta per iniziare. Al gruppo si uniscono anche una ragazza liceale e una giovane donna di nome Shibuki, la quale li informa che, una volta diventati partecipanti di un game, non potranno andarsene finché il game non sarà concluso. L'uscita è infatti bloccata da una serie di mortali raggi laser. Il game ha un livello di difficoltà "Tre di Fiori" ed è chiamato "Vivi o muori". Il gruppo è costretto a muoversi da una stanza all'altra, tutte contenenti una porta con l'insegna "vivi" e una con l'insegna "muori". Ogni stanza prende fuoco se non si oltrepassa una porta entro un tempo limite, mentre varcare la porta sbagliata comporta essere trafitti da un raggio laser mortale, cosa che succede alla liceale già alla prima stanza. Basandosi su come appariva l'edificio dall'esterno e su una piantina vista all'entrata, Arisu riesce a calcolare la sequenza esatta delle stanze, e il gruppo raggiunge l'uscita, sebbene Chōta rimanga ferito.
Il gruppo ottiene una carta col tre di fiori, a testimoniare la vittoria del game. Si scopre che, per vivere in questo mondo, serve avere una sorta di visto: più giochi si vincono, più giorni vengono aggiunti al visto. Il numero di giorni dipende dalla difficoltà del game. Dunque i tre amici e Shibuki hanno "guadagnato" tre giorni di sopravvivenza. Shibuki sembra già sapere qualcosa in merito a tale modalità. Se il visto scade, il giocatore viene ucciso da un laser proveniente dal cielo. Un signore infatti dice loro che è impossibile uscire da quel mondo e, stanco di continuare a giocare, si lascia trafiggere dal laser alla scadenza del suo visto. 
Alla fine viene mostrata una ragazza sul tetto di un palazzo mentre osserva vari laser provenienti dal cielo.

## Episodio 2
- Diretto da: Shinsuke Sato
- Scritto da: Yoshiki Watabe, Yasuko Kuramitsu e Shinsuke Sato

### Trama
Il gruppo trova rifugio in un appartamento. Viene rivelato che Shibuki è un'impiegata che ha ottenuto promozioni andando a letto con i superiori. Proprio mentre si trovava a casa di uno dei suoi capi, si è ritrovata nella Tokyo alternativa, e ha vinto il suo primo game tradendo gli altri partecipanti. Karube e Arisu decidono di partecipare ad un altro gioco per estendere i loro visti, lasciando Shibuki a occuparsi di un Chōta ferito, sperando inoltre di trovare un medico per il loro amico durante il game. Shibuki in seguito comincia a sedurre Chōta. 
In un'altra arena di gioco, situata in un complesso di appartamenti, la coppia incontra un folto gruppo di giocatori. Un uomo spiega ai due il significato delle carte attribuite a ciascun game: i numeri rappresentano la difficoltà, mentre i semi indicano la categoria di gioco: fiori sono giochi di collaborazione tra i partecipanti, picche sono giochi basati sulla forza fisica, quadri sono giochi in cui bisogna usare l'intelletto, cuori sono giochi psicologici, i peggiori tra tutti, in quanto bisogna manipolare i sentimenti altrui e tradire gli altri partecipanti.
Il game attuale è "Oni e umani", di difficoltà "Cinque di Picche". I giocatori devono fuggire da un brutale assassino mascherato, detto "Oni", mentre cercano di trovare una stanza sicura per finire il gioco, prima che il tempo scada e il palazzo esploda. La maggior parte dei giocatori muore, tranne una donna atletica di nome Usagi, un uomo forte e aggressivo chiamato Aguni e un ragazzo sinistro e silenzioso di nome Chishiya. Karube e Aguni provano a combattere l'assassino e tenerlo impegnato, mentre Arisu, Chishiya e Usagi lavorano insieme per trovare la stanza sicura. Arisu si rende conto che l'Oni, limitato dalla maschera, non riesce a vedere se non di fronte a lui, eppure ha sparato da lontano ad un giocatore che si stava avvicinando troppo ad una stanza. Da questo Arisu capisce che quella è la stanza della salvezza. Al suo interno, però, trova un altro Oni pronto ad uccidere, con cui inizia un combattimento. Inoltre, la stanza ha due pulsanti per fermare la bomba, dunque servono due persone per premerli in contemporanea. Usagi, esperta scalatrice, risale i piani e preme all'ultimo secondo con Arisu i pulsanti, vincendo il gioco. 
Alla fine, la maschera dell'Oni presente nella stanza cade, rivelando una donna con un collare, che esplode: anche lei e l'altro Oni erano giocatori. Karube trova una radio nella tasca del primo Oni che comunica un messaggio: "Ritornare alla Spiaggia".

## Episodio 3
- Diretto da: Shinsuke Sato
- Scritto da: Yoshiki Watabe, Yasuko Kuramitsu e Shinsuke Sato

### Trama
Karube mostra agli amici la radio che ha trovato durante la partita e comunica il messaggio che ha sentito. Rendendosi conto che i visti di Shibuki e Chōta scadranno quella stessa notte, l'intero gruppo visita un giardino botanico per partecipare al prossimo game. I quattro sono gli unici partecipanti, e il game, di difficoltà "Sette di Cuori", è chiamato "Nascondino". All'inizio del game, i giocatori sono costretti a indossare un casco dotato di collare, cuffie e occhiali per l'oculometria, e viene inoltre assegnato loro un animale: tre sono "pecore", il quarto è un "lupo". Il ruolo di lupo passa da un giocatore a un altro quando questi incrocia lo sguardo con una pecora, e chi sarà il lupo alla fine del tempo limite sarà l'unico vincitore, con la conseguente morte di tutte le pecore. 
Inizialmente nasce una lotta tra i quattro per essere il lupo. Dopo una rissa, Arisu riesce ad appropriarsi del ruolo di lupo e si nasconde dal resto del gruppo, che non riesce a trovarlo. Mentre Chōta resta fermo a causa della ferita, Shibuki e Karube lo cercano furiosamente. Ad un tratto però Chōta fa capire loro che non vuole che la loro vita finisca mentre cercano di uccidersi l'un l'altro, e tiene ferma Shibuki per impedirle di proseguire la ricerca. Infine Arisu, pensando alla sua vita, si rende conto di non aver nient'altro che loro due. Per cui decide di andare alla loro ricerca per permettere ad un di loro di sopravvivere. Chōta e Karube però decidono di nascondersi. I due accettano di lasciar sopravvivere il loro amico e, usando le cuffie che gli sono state date all'inizio del gioco, decidono di trascorrere gli ultimi minuti insieme a chiacchierare, ripercorrendo la loro amicizia. Infine, i collari indossati dalle pecore esplodono. L'unico sopravvissuto del game è Arisu, disperato per la morte dei suoi amici.

## Episodio 4
- Diretto da: Shinsuke Sato
- Scritto da: Yoshiki Watabe, Yasuko Kuramitsu e Shinsuke Sato

### Trama
Usagi passa accanto ad Arisu, che giace a faccia in giù su un marciapiede in preda al dolore per la morte dei suoi amici. La ragazza riflette sulla sua vita passata. Suo padre era un alpinista diventato famoso per le sue scalate senza ossigeno. Tuttavia, si diffuse la voce che le sue scalate fossero una messinscena e che in realtà usasse una bombola d'ossigeno. Alla fine decise di fare un'ulteriore scalata senza ossigeno, dalla quale non tornò più, lasciando il sospetto che si fosse suicidato. Usagi porta Arisu al suo rifugio e si prende cura di lui, dandogli da mangiare e convincendolo a non arrendersi e a collaborare insieme a lei.
I due visitano la prossima arena di gioco, che si trova all'interno di un autobus fermo in un sottopassaggio. Il game ha un livello di difficoltà "Quattro di Fiori" ed è chiamato "Distanza". Lo scopo del gioco è "raggiungere un obiettivo" entro il tempo limite. Ritenendo che questo obiettivo potrebbe trovarsi alla fine del sottopassaggio, Arisu, Usagi e altri due giocatori decidono di correre il più velocemente possibile, lasciando dietro sull'autobus un giocatore che non può correre, a causa di una caviglia slogata. A metà della loro corsa, però, si imbattono in un'enorme pantera che uccide un membro del gruppo. Arisu trova una moto verso la fine del tunnel e decide di tornare indietro per recuperare il giocatore rimasto sull'autobus, mentre Usagi e l'altro giocatore continuano a correre, fino ad arrivare ad un punto in cui la strada è chiusa. Usagi si accorge però che sul veicolo è scritta la parola "obiettivo", rendendosi conto che il vero scopo del gioco era quello di non uscire dall'autobus. Usando la benzina rimasta nella moto, Arisu riattiva l'autobus per andare verso la fine del tunnel e recuperare Usagi e l'altro giocatore rimasto. Tuttavia riesce a mettere in salvo solo Usagi e il giocatore con la gamba slogata, mentre un'improvvisa inondazione spazza via tutto ciò che si trova fuori dall'autobus.
La mattina dopo, Arisu e Usagi decidono di andare in cerca della Spiaggia, nella speranza che lì troveranno delle risposte.

## Episodio 5
- Diretto da: Shinsuke Sato
- Scritto da: Yoshiki Watabe, Yasuko Kuramitsu e Shinsuke Sato

### Trama
Alla ricerca della Spiaggia, Arisu e Usagi seguono un gruppo di giocatori con dei braccialetti identici ai polsi. Dopo aver trovato un hotel pieno di giocatori e con l'elettricità funzionante, i due vengono rapiti e portati dal "Cappellaio", leader e fondatore della "Spiaggia", che è il nome dato all'hotel. Il Cappellaio spiega che la loro missione è raccogliere tutte le carte da gioco (escluse le figure) che vengono date ai giocatori dopo aver vinto una partita e darle a lui. Ritiene infatti che, una volta raccolte tutte le carte, il giocatore che le possiede sarà autorizzato a lasciare questa distopica Tokyo. Raccogliendo continuamente le carte e accumulando doppioni, man mano i membri della Spiaggia potrebbero andar via. Arisu e Usagi sono obbligati a rimanere alla Spiaggia, nella quale è necessario rispettare tre regole: si indossano solo costumi da bagno, non si possono nascondere armi e le carte vinte vanno consegnate al Cappellaio; se si tradisce il gruppo si viene uccisi.
I due sono costretti ad unirsi a squadre di giocatori in vari tentativi di raccogliere le carte che la Spiaggia ancora non possiede. Arisu partecipa a un game di difficoltà "Quattro di Quadri" chiamato "Lampadina". Insieme a lui ci sono Ann, una dei capi della Spiaggia, Tatta, un ragazzo precedentemente conosciuto nel gioco "Oni e Umani", e Kuina, una ragazza che sembra tramare qualcosa con Chishiya, anch'egli membro della Spiaggia e incontrato al game "Oni e Umani". In questo game, i partecipanti sono collocati in una stanza con fili elettrici che pendono dal soffitto, mentre il luogo si riempie gradualmente di acqua. Ci sono tre interruttori, A, B e C, uno dei quali accende una lampadina situata in una stanza adiacente. I giocatori devono indovinare qual è l'interruttore che accende la lampadina prima che l'acqua tocchi i fili elettrici. Quando la stanza della lampadina ha la porta aperta, i giocatori possono azionare un interruttore una sola volta, mentre con la porta chiusa possono azionare gli interruttori a piacimento. Ann risolve in fretta l'enigma, ma non si esprime, dal momento che il suo compito è testare le capacità di Arisu. Il ragazzo attiva l'interruttore A per diversi minuti con la porta chiusa, poi apre la porta e attiva per pochi secondi l'interruttore B, constatando che la lampadina rimane spenta, dunque avendo la conferma che l'interruttore B è quello sbagliato. Infine invita Kuina a toccare la lampadina. In questo modo, con un banale calcolo di probabilità, si deduce la lampadina giusta: se questa è calda, allora l'interruttore A è quello giusto; se è fredda, allora l'interruttore C è quello giusto. Poiché la lampadina è calda, Arisu deduce che l'interruttore A è quello giusto.
Arisu e Usagi scoprono che Aguni, conosciuto nel gioco "Oni e umani", è il capo del clan dei lottatori, gli unici individui della Spiaggia a cui è concesso tenere delle armi. Dopo alcuni giorni, il Cappellaio rivela a un gruppo ristretto, in cui c'è anche Arisu, che l'ultima carta rimasta da raccogliere è il "Dieci di Cuori".

## Episodio 6
- Diretto da: Shinsuke Sato
- Scritto da: Yoshiki Watabe, Yasuko Kuramitsu e Shinsuke Sato

### Trama
Dovendo estendere il suo visto, il Cappellaio partecipa a un game, ma i suoi scagnozzi lo riportano alla Spiaggia morto, affermando che è stato colpito al petto durante la partita. Dopo aver saputo della sua morte, il clan dei lottatori obbliga gli altri membri esecutivi a votare Aguni come nuovo leader della Spiaggia, e a quest'ultimo viene dato il mazzo di carte del Cappellaio. 
Nel frattempo, Arisu si allea con Chishiya e Kuina dopo che questi gli hanno spiegato il loro piano: provare a rubare il mazzo al nuovo leader della Spiaggia, sfruttando l'imminente cambio di guida. Una volta entrato in una stanza, Arisu scopre di essere stato ingannato dalla coppia, che in realtà stava creando un diversivo per accentrare l'attenzione su di lui e potersi impossessare delle carte. Arisu viene bloccato in una stanza, legato e bendato, così da non sapere il momento esatto in cui verrà ucciso dal laser, dato che il suo visto scadrà a mezzanotte. Usagi, nel provare ad aiutarlo, viene catturata da Niragi, braccio destro di Aguni, che intende violentarla. 
Chishiya e Kuina riescono a rubare il mazzo di carte e si preparano a partire, ma vedono apparire un muro di laser all'uscita della Spiaggia che impedisce loro di andarsene. Si rendono conto dunque che la Spiaggia è diventata un'arena di gioco. Poco dopo vengono avvisati tutti i membri della Spiaggia, che corrono nella hall dell'hotel, compresa Usagi, riuscita a fuggire alle violenze di Niragi. Scoprono di dover partecipare a un game chiamato "Caccia alle streghe". Il livello di difficoltà è "Dieci di Cuori", l'ultima carta mancante. Nella hall è presente il cadavere di un membro della Spiaggia, una ragazza di nome Momoka, che è stata pugnalata al torace. Lo scopo del game è individuare entro due ore la "strega", ossia l'assassino di Momoka, e buttarla nel "Fuoco del Giudizio", un grande rogo nel cortile dell'hotel.

## Episodio 7
- Diretto da: Shinsuke Sato
- Scritto da: Yoshiki Watabe, Yasuko Kuramitsu e Shinsuke Sato

### Trama
Inizia ufficialmente il gioco e parte la ricerca della strega. Aguni e il resto del clan dei lottatori mettono in atto una violenta strategia: massacrare quanti più giocatori possibili per poi bruciarli, nella speranza che anche la strega muoia nella strage. Cominciano a sparare all'impazzata nell'atrio e a portare fuori i cadaveri.
Si rendono conto però che così facendo si perde troppo tempo, dunque uno degli scagnozzi di Aguni, chiamato "Last Boss", appicca un fuoco all'interno dell'hotel, così da attirare le persone all'esterno, in modo che Niragi possa ucciderle sparando loro dal tetto. 
Ann, che in passato era un medico legale, analizzando la pallottola con cui è stato ucciso il Cappellaio, scopre che è stato assassinato da un membro della Spiaggia e lo rivela a tutti.
Kuina, nelle ricerche della strega, incontra Ann nel suo laboratorio. La donna le dice di voler scaldare della super colla sopra il coltello usato per uccidere la vittima, così da rivelarne le impronte e capire chi è la strega. Mentre vanno nell'atrio incontrano Last Boss. Kuina lo affronta e suggerisce ad Ann di proseguire le sue ricerche. Kuina combatte contro Last Boss e viene picchiata da lui. La ragazza riflette sul suo passato: nata maschio, fu cacciata di casa dal padre, proprietario di un dojo, quando questi la sorprese a truccarsi. Dopo il cambio di sesso, Kuina iniziò a occuparsi della madre, gravemente malata, mentre non si riconciliò mai col padre. Viene mostrato anche il passato di Last Boss: era un hikikomori alla ricerca di un senso per vivere. Scriveva racconti online, ma questi venivano ignorati da tutti. Nel nuovo mondo, dopo aver quasi perso la vita, trova un senso nell’uccidere, si rasa, si tatua e rinasce come Last Boss. Kuina utilizza le arti marziali insegnatele dal padre per sconfiggere Last Boss, lasciandolo privo di sensi. 
Niragi, mentre spara dalla cima dell’hotel, ha un momento di esitazione ripensando alla sua giovinezza segnata da gravi episodi di bullismo. Viene raggiunto da Chishiya, che gli fa notare come l’elettricità non provenga più dai loro generatori, ma sia tornata grazie al ripristino delle linee principali da parte degli organizzatori del game. Aggiunge che solo i membri del clan dei lottatori hanno accesso ai sotterranei dove si gestisce l’impianto elettrico, quindi è certo che qualcuno di loro stia collaborando con gli organizzatori. Per questo, dice, meritano tutti loro di morire. Poi dà fuoco a Niragi con un lanciafiamme facendolo cadere giù dal tetto. 
Nel frattempo, Arisu viene finalmente liberato da Usagi. Viene informato sulle regole del gioco e lui suppone che, così come in "Oni e Umani", la strega sia vittima di un contro-gioco: se riesce a non farsi beccare entro la fine del tempo, allora si salva e tutti gli altri perdono. Dunque l'eventuale strega avrebbe tutto l'interesse di proseguire lo sterminio dei lottatori per far passare il tempo. Arisu comincia a pensare come penserebbe il game master, si chiede perché il game sia iniziato esattamente in quel momento, subito dopo la morte del Cappellaio. Infine deduce l'identità della strega. 
Intanto Ann si impossessa del coltello con cui Momoka è stata uccisa, in modo da analizzare le impronte digitali. Grazie alle impronte sul coltello, Ann capisce chi è la "strega". Prima che possa svelare a tutti la verità, la donna viene aggredita dagli scagnozzi di Aguni e perde i sensi. 

## Episodio 8
- Diretto da: Shinsuke Sato
- Scritto da: Yoshiki Watabe, Yasuko Kuramitsu e Shinsuke Sato

### Trama
Aguni e i lottatori si preparano a massacrare le restanti persone nell'atrio, ma Arisu cerca di fermarli. Dice che quel game, essendo un gioco di cuori, è basato sui tradimenti, sulla sofferenza emotiva, e non sulla forza fisica. Rivela a tutti che Aguni è l'assassino del Cappellaio, che i due erano grandi amici e lui sicuro ha sofferto molto nell'ucciderlo. Aguni allora dichiara di essere la strega, ma viene nuovamente smentito da Arisu. Viene rivelato subito dopo che Aguni e il Cappellaio avevano fondato la Spiaggia per trasformarla in un luogo di speranza per le persone prigioniere della Tokyo distopica. Tuttavia, il Cappellaio fu corrotto dalla riverenza che riceveva dai membri della Spiaggia, cominciando a credere troppo in quel sogno e all'idea (in realtà inventata) che collezionare le carte avrebbe portato tutti via di lì, suscitando sempre più angoscia e disillusione in Aguni. L'uomo ormai ora ha come unico desiderio distruggere la falsa utopia e le persone che hanno rovinato il suo migliore amico, ecco perché ha scatenato la rivolta dei lottatori, usando la scusa di volerlo fare per vincere il game.
Arisu è giunto alla conclusione che la strega sia Momoka stessa. Aguni, desideroso di essere ucciso, continua ad affermare di essere la strega ed è pronto a continuare il massacro. La migliore amica di Momoka, Asahi, decide di creare un diversivo per permettere ad Arisu e Usagi di buttare il cadavere di Momoka nel fuoco. La ragazza attira l'attenzione di tutti, rivelando di essere la dealer di questo game, cosa che provoca la sua immediata morte per mezzo di un raggio laser piovuto dal cielo. Subito dopo giunge nell'atrio Ann, ripresasi dall'aggressione, e sostiene la tesi di Arisu, affermando che il coltello è stato impugnato al contrario e, pertanto, Momoka si è accoltellata da sola.
Giunge però Niragi, ferito, bruciato e sfigurato, che si sfoga sugli altri giocatori, dando fuoco all'atrio e sparando sulla folla. Aguni si sacrifica affrontando Niragi e gettandosi con lui nel fuoco, salvando gli altri dalla morte. I giocatori riescono dunque a bruciare Momoka, concludendo la partita. Tuttavia sono costretti ad abbandonare l'hotel, ormai divorato dalle fiamme. Last Boss, ormai libero grazie a quel posto, decide di rimanere all'interno e farsi travolgere dalle fiamme. Chishiya e Kuina, pur sapendo che la storia di raccogliere le carte era un'invenzione del Cappellaio, decidono comunque di raccogliere il 10 di cuori.
Usagi vorrebbe combattere i lottatori rimasti in vita, ma Arisu la tranquillizza, dicendo che sono già state tolte troppe vite e che tutti loro devono collaborare per fuggire da quel mondo.
Arisu e Usagi guardano un video registrato sul telefono di Asahi. Nel video, Asahi racconta che lei e Momoka erano dealer, una particolare categoria di giocatori che prolungavano il proprio visto gestendo i game e causando la sconfitta degli altri giocatori, e che questa loro condizione le aveva portate a detestare sé stesse. Nel video si intuisce che il covo dei dealer si trova in un tunnel della metropolitana. Arisu e Usagi si recano nel covo, dove incontrano Chishiya e Kuina, che erano riusciti a trovare quel luogo da vari indizi. Qui scoprono che i dealer sono stati tutti uccisi.
Improvvisamente i monitor del covo si accendono, e compare Mira, una degli ex-capi della Spiaggia, che in realtà si rivela essere una degli organizzatori dei game. La donna annuncia con entusiasmo che sta per iniziare la fase successiva dei giochi, in cui verranno affrontate le carte delle figure.